# Fennimore (Wisconsin)
Pour les articles homonymes, voir Fennimore.
Fennimore est une ville américaine située dans le comté de Grant, au Wisconsin. Selon le recensement de 2010, sa population est de 2 497 habitants.